# Panoramaweg Taubertal
Der Panoramaweg Taubertal (auch Panoramaweg Liebliches Taubertal) ist ein 133,3 Kilometer langer Wanderweg durch das Taubertal und das angrenzende Maintal. Die Strecke verläuft von Rothenburg ob der Tauber bis nach Freudenberg am Main. Der Wanderweg ist in fünf Etappen und vier Extratouren gegliedert.

## Strecke
| \| \| \| Jakobsweg von Rothenburg o.d.T. nach Speyer \| \| \| \| Jakobsweg von Rothenburg o.d.T. nach Esslingen am Neckar \| \| \| \| Fränkisch-Schwäbischer Jakobsweg über Rothenburg o.d.T. nach Ulm \| \| \| \| Fränkischer Jakobsweg \| \| \| \| Jakobsweg Main-Taubertal \| \| \| \| Rothenburg ob der Tauber \| \| \| \| Anschluss Main-Donau-Bodensee-Weg \| \| \| \| Tauberscheckenbach \| \| \| \| Tauberzell \| \| \| \| Landesgrenze Bayern / Baden-Württemberg \| \| \| \| Archshofen \| \| \| \| Creglingen \| \| \| \| Landesgrenze Baden-Württemberg / Bayern \| \| \| \| Bieberehren \| \| \| \| Röttingen \| \| \| \| weiterführende Radwege: Gaubahn-Radweg, M-T-F-Rad-Achter \| \| \| \| Tauberrettersheim \| \| \| \| Landesgrenze Bayern / Baden-Württemberg \| \| \| \| Weikersheim \| \| \| \| Markelsheim \| \| \| \| Igersheim \| \| \| \| Bad Mergentheim \| \| \| \| Edelfingen \| \| \| \| Unterbalbach \| \| \| \| Lauda-Königshofen \| \| \| \| Anschluss Odenwald-Madonnen-Weg nach Heidelberg \| \| \| \| Tauberbischofsheim \| \| \| \| Anschluss Welzbachtalradweg nach Würzburg \| \| \| \| Werbach \| \| \| \| Gamburg \| \| \| \| Bronnbach \| \| \| \| Reicholzheim \| \| \| \| Wertheim \| \| \| \| weiterführende Radwege: Main-Radweg, Taubertalradweg „der Sportive“ \| \| \| \| Boxtal \| \| \| \| Freudenberg \| |  |                                                                     |                                                                     |
| Abzweig geradeaus und von links |  | Jakobsweg von Rothenburg o.d.T. nach Speyer                         | Jakobsweg von Rothenburg o.d.T. nach Speyer                         |
| Abzweig geradeaus und von links |  | Jakobsweg von Rothenburg o.d.T. nach Esslingen am Neckar            | Jakobsweg von Rothenburg o.d.T. nach Esslingen am Neckar            |
| Abzweig geradeaus und von links |  | Fränkisch-Schwäbischer Jakobsweg über Rothenburg o.d.T. nach Ulm    | Fränkisch-Schwäbischer Jakobsweg über Rothenburg o.d.T. nach Ulm    |
| Abzweig geradeaus und von links |  | Fränkischer Jakobsweg                                               | Fränkischer Jakobsweg                                               |
| Abzweig geradeaus und von links |  | Jakobsweg Main-Taubertal                                            | Jakobsweg Main-Taubertal                                            |
| Kopfbahnhof Streckenanfang |  | Rothenburg ob der Tauber                                            | Rothenburg ob der Tauber                                            |
| Abzweig geradeaus und von links |  | Anschluss Main-Donau-Bodensee-Weg                                   | Anschluss Main-Donau-Bodensee-Weg                                   |
| Haltepunkt / Haltestelle |  | Tauberscheckenbach                                                  | Tauberscheckenbach                                                  |
| Haltepunkt / Haltestelle |  | Tauberzell                                                          | Tauberzell                                                          |
| Grenze |  | Landesgrenze Bayern / Baden-Württemberg                             | Landesgrenze Bayern / Baden-Württemberg                             |
| Haltepunkt / Haltestelle |  | Archshofen                                                          | Archshofen                                                          |
| Haltepunkt / Haltestelle |  | Creglingen                                                          | Creglingen                                                          |
| Grenze |  | Landesgrenze Baden-Württemberg / Bayern                             | Landesgrenze Baden-Württemberg / Bayern                             |
| Haltepunkt / Haltestelle |  | Bieberehren                                                         | Bieberehren                                                         |
| Haltepunkt / Haltestelle |  | Röttingen                                                           | Röttingen                                                           |
| Abzweig geradeaus und von links |  | weiterführende Radwege: Gaubahn-Radweg, M-T-F-Rad-Achter            | weiterführende Radwege: Gaubahn-Radweg, M-T-F-Rad-Achter            |
| Haltepunkt / Haltestelle |  | Tauberrettersheim                                                   | Tauberrettersheim                                                   |
| Grenze |  | Landesgrenze Bayern / Baden-Württemberg                             | Landesgrenze Bayern / Baden-Württemberg                             |
| Haltepunkt / Haltestelle |  | Weikersheim                                                         | Weikersheim                                                         |
| Haltepunkt / Haltestelle |  | Markelsheim                                                         | Markelsheim                                                         |
| Haltepunkt / Haltestelle |  | Igersheim                                                           | Igersheim                                                           |
| Haltepunkt / Haltestelle |  | Bad Mergentheim                                                     | Bad Mergentheim                                                     |
| Haltepunkt / Haltestelle |  | Edelfingen                                                          | Edelfingen                                                          |
| Haltepunkt / Haltestelle |  | Unterbalbach                                                        | Unterbalbach                                                        |
| Haltepunkt / Haltestelle |  | Lauda-Königshofen                                                   | Lauda-Königshofen                                                   |
| Abzweig geradeaus und von links |  | Anschluss Odenwald-Madonnen-Weg nach Heidelberg                     | Anschluss Odenwald-Madonnen-Weg nach Heidelberg                     |
| Haltepunkt / Haltestelle |  | Tauberbischofsheim                                                  | Tauberbischofsheim                                                  |
| Abzweig geradeaus und von links |  | Anschluss Welzbachtalradweg nach Würzburg                           | Anschluss Welzbachtalradweg nach Würzburg                           |
| Haltepunkt / Haltestelle |  | Werbach                                                             | Werbach                                                             |
| Haltepunkt / Haltestelle |  | Gamburg                                                             | Gamburg                                                             |
| Haltepunkt / Haltestelle |  | Bronnbach                                                           | Bronnbach                                                           |
| Haltepunkt / Haltestelle |  | Reicholzheim                                                        | Reicholzheim                                                        |
| Haltepunkt / Haltestelle |  | Wertheim                                                            | Wertheim                                                            |
| Abzweig geradeaus und von links |  | weiterführende Radwege: Main-Radweg, Taubertalradweg „der Sportive“ | weiterführende Radwege: Main-Radweg, Taubertalradweg „der Sportive“ |
| Haltepunkt / Haltestelle |  | Boxtal                                                              | Boxtal                                                              |
| Kopfbahnhof Streckenende |  | Freudenberg                                                         | Freudenberg                                                         |

### Profil und Charakteristika
Der Panoramaweg Taubertal führt von Rothenburg ob der Tauber bis nach Freudenberg am Main auf überwiegend naturbelassenen Wegen, umgeben von Weinhängen, Feldern sowie Mischwäldern, entlang des Flussverlaufes der Tauber. Auf der Strecke sind Spuren aus vergangenen Zeiten zu entdecken, beispielsweise die mittelalterliche Stadt Rothenburg ob der Tauber, das Schloss Weikersheim das Deutschordensmuseum in Bad Mergentheim und das Kloster Bronnbach. Der Weg ist durchgängig beschildert und weist auf Gastronomie, Unterkünfte sowie Sehenswürdigkeiten hin.

### Etappen

#### 1. Etappe: Rothenburg ob der Tauber – Creglingen

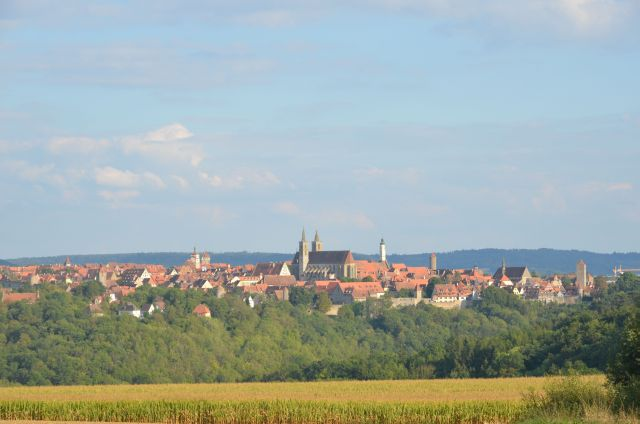
Panoramablick auf Rothenburg ob der Tauber

Der Weg verläuft von Rothenburg bis Creglingen durch das Taubertal auf 21,8 Kilometern. Der Weg geht durch Feldgehölz und Magerrasen, entlang der für die Region typischen Steinriegellandschaft, mit Blick auf zahlreiche Mühlen.

#### 2. Etappe: Creglingen – Bad Mergentheim
Die zweite Etappe verläuft über 31,9 Kilometer vorbei mehreren Burgen, Schlössern, Wäldern und Weinbergen.

#### 3. Etappe: Bad Mergentheim – Tauberbischofsheim
Der Weg verläuft über 27,9 Kilometer von Bad Mergentheim nach Tauberbischofsheim durch Misch- und Buchenwälder, vorbei an Bildstöcken sowie Weinbergen und bietet mehrere Aussichtsmöglichkeiten über das Taubertal.

#### 4. Etappe: Tauberbischofsheim – Wertheim
Die vierte Etappe führt von Tauberbischofsheim nach Wertheim vorbei an Buntsandstein-Terrassen. Die Streckenlänge beträgt 25,7 Kilometer. Der Weg geht vorbei an Naturschutzgebieten und terrassierten Weinbergen. Der Weg bietet Ausblicke auf Tauberbischofsheim und die Burg Gamburg. Das Kloster Bronnbach liegt ebenfalls auf der Etappe.

#### 5. Etappe: Wertheim – Freudenberg
Der Weg der fünften Etappe führt von Wertheim nach Freudenberg. Burgruinen säumen die Etappe entlang des Mains. Die Strecke verläuft über 26 Kilometer. Der Weg bietet mehrere Ausblicke auf das Maintal. Den Abschluss des Panoramawegs Taubertal bilden die 440 Stufen hinab ins Tal nach Freudenberg.

### Weitere Etappen
Der Panoramaweg Taubertal weist vier ergänzende Touren auf:

#### 1. Tour: Vorbachtal-Hohenlohe
Die erste Extra-Tour verläuft auf einem 27 Kilometer langen Rundkurs von Weikersheim über Laudenbach, Niederstetten, Wermutshausen und Laudenbach zurück nach Weikersheim.

#### 2. Tour: Zum "Hohen Herrgott" auf der Höhe
Der Rundkurs führt auf einer Länge von 25,6 Kilometern von Tauberbischofsheim über Königheim und Külsheim nach Bronnbach. Von dort kann der Weg mit dem Zug oder Bus nach Tauberbischofsheim zurückgelegt werden.  Streckenlänge ca. 25,6 Kilometer.

#### 3. Tour: Zu sakralen Kunstdenkmälern
Die dritte Extra-Tour führt von Tauberbischofsheim über Grünsfeldhausen, Grünsfeld, Gerlachsheim und Lauda zurück nach Tauberbischofsheim. Ab Lauda kann der Weg auch mit dem Zug oder Bus zurückgelegt werden. Die Streckenlänge beträgt etwa 15 Kilometer.

#### 4. Tour: Frankendom und Umpfertal
Die vierte Tour führt von Bad Mergentheim über Dainbach, Scheigern, Boxberg, Schweigern und Unterschüpf nach Königshofen. Die Streckenlänge beträgt 25 Kilometer.

### Anschlüsse
Entlang der Wanderstrecke befinden sich mehrere Bahnhöfe und Bushaltestellen. Mit dem Zug ist es möglich von Freudenberg am Main über Wertheim mit der Taubertalbahn bis nach Schrozberg bei Rothenburg ob der Tauber zu fahren.

## Kultur und Sehenswürdigkeiten
- Rothenburg ob der Tauber

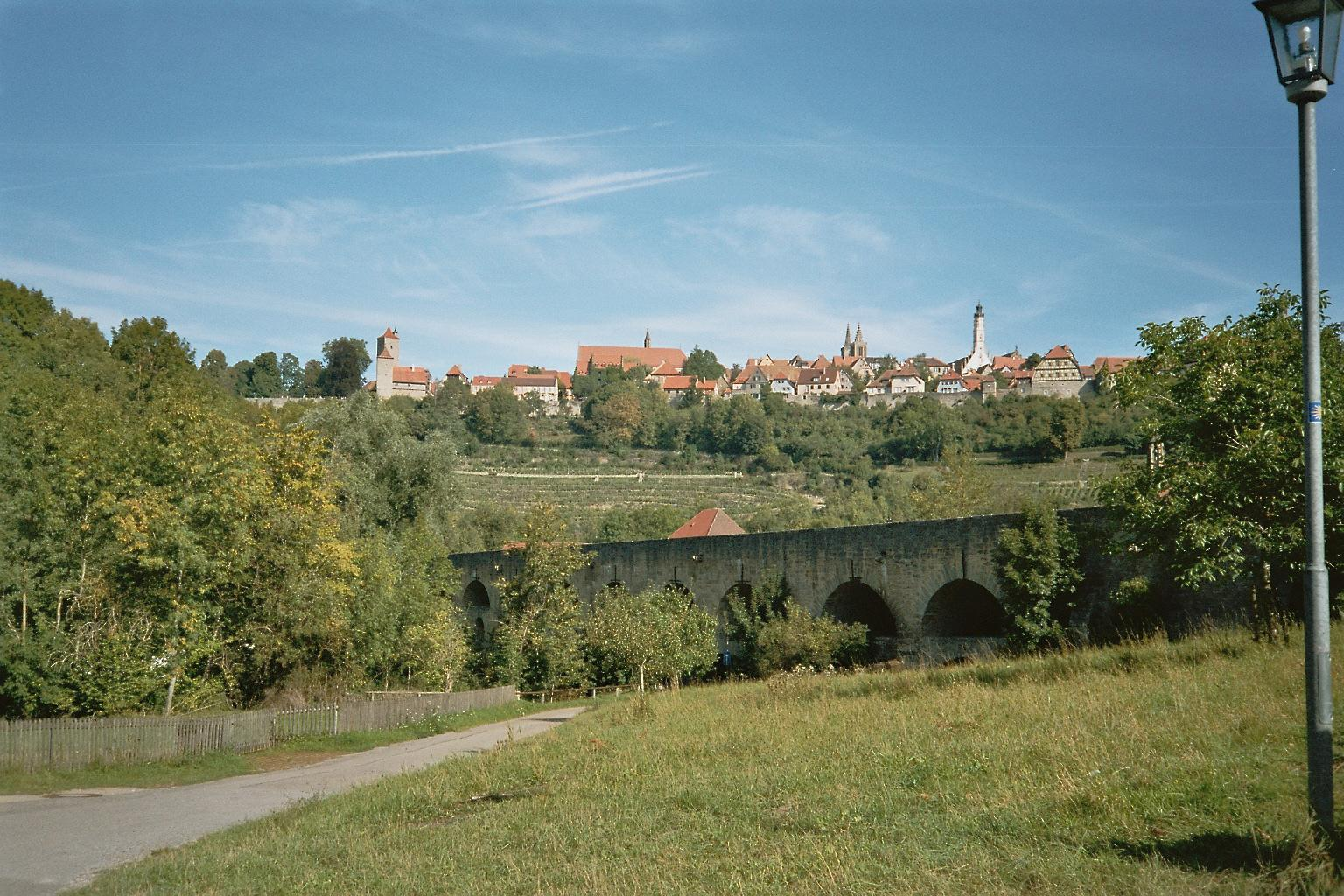
Rothenburg von der Doppelbrücke an der Tauber aus gesehen

  - Historische Stadtmauern mit Türmen, Rathaus, Das Plönlein
  - Burg, Burggarten und Burggartentor
  - Mittelalterliches Kriminalmuseum, Historische Tauberbrücke
  - St.-Jakobs-Kirche mit Heiligblut-Retabel von Tilman Riemenschneider, St.-Wolfgangs-Kirche

- Creglingen
  - mittelalterlicher Ortskern, Herrgottskirche mit Marienaltar von Tilman Riemenschneider
  - Fingerhutmuseum, Feuerwehrmuseum, Jüdisches Museum und Lindleinturmmuseum
  - Kloster Frauental mit Museum

- Röttingen
  - Mittelalterlicher Stadtkern mit Mauern und Türmen, Burg Brattenstein
  - Stadtpfarrkirche St. Kilian, Spitalkirche St. Peter und Paul, Kapelle St. Georg
  - Sonnenuhrenweg, Bildstockwanderweg, Weinmuseum mit Museumsweinberg

- Weikersheim

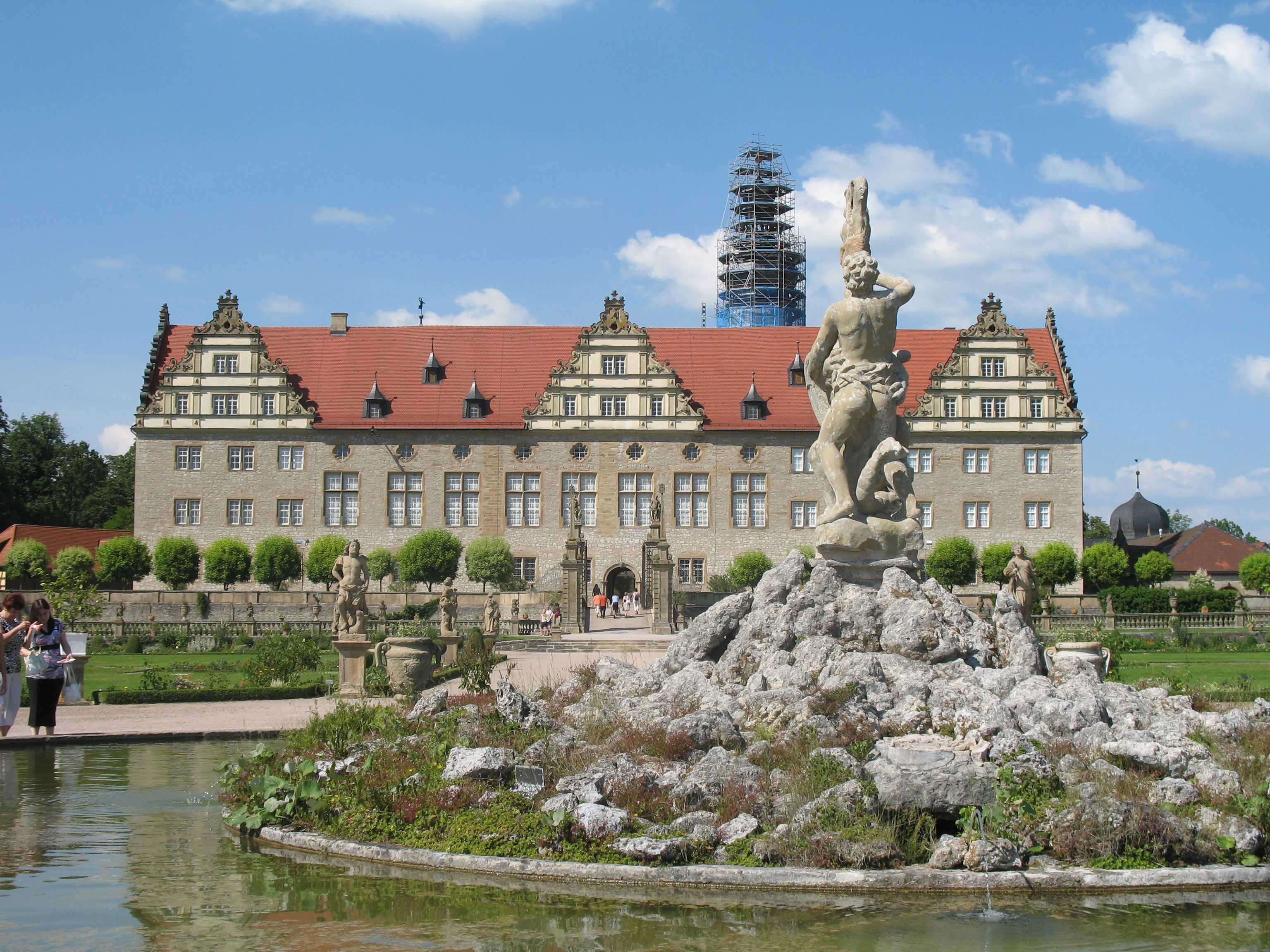
Renaissanceschloss Weikersheim

  - Bergkirche Laudenbach, Evangelische Stadtkirche
  - Tauberländer Dorfmuseum, Stadtmuseum, Forstmuseum, Sternwarte und Wildgehege
  - Gänsturm, Historische Altstadt
  - Schloss Weikersheim mit Barockgarten mit vielen Statuen, Ausstellung Alchimie

- Igersheim
  - Kirche St. Michael
  - Burg Neuhaus

- Bad Mergentheim (Kurort)
  - Historische Innenstadt

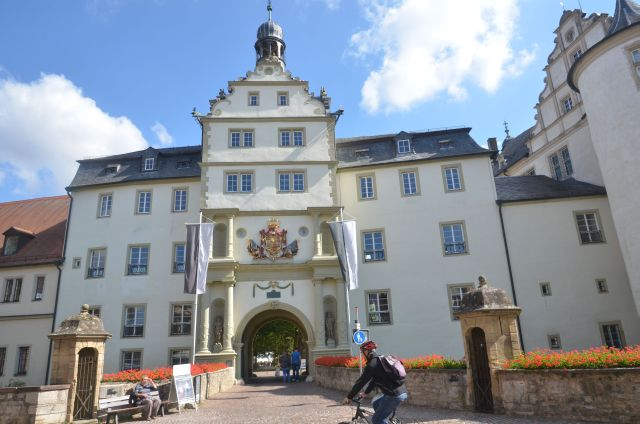
Schloss in Bad Mergentheim

  - Kur- und Schlosspark mit einer Gesamtfläche von 160.000 m²
  - Deutschordensmuseum im Deutschordensschloss, Zwillingshäuser auf dem Marktplatz
  - Deutschmeistermuseum, Münsterschatz, Ottmar-Mergenthaler-Gedenkstätte, Stuppacher Madonna, Weinlehrpfad
  - Freizeitbad „Solymar“, sowie drei Freibäder
  - Wildpark Bad Mergentheim, auf einer Geländefläche von rund 35 ha leben verschiedene in Europa heimische Tierarten

- Lauda-Königshofen

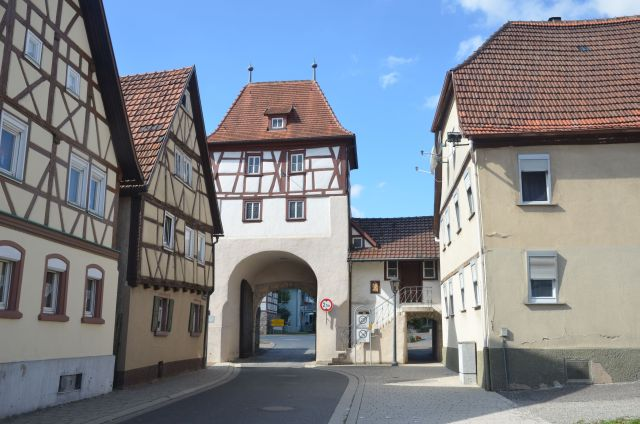
Tor und Altstadt in Lauda

  - Mittelalterliche Altstadt mit Stadttor (Oberes Tor)
  - Dampflokdenkmal
  - Pulverturm
  - Heimatmuseum, Stadtbücherei
  - Stadtkirche St. Jakobus aus dem 14. Jahrhundert mit reicher Barockausstattung
  - Terrassenfreibad und Hallenbad mit Sauna

- Tauberbischofsheim
  - Historische Altstadt,

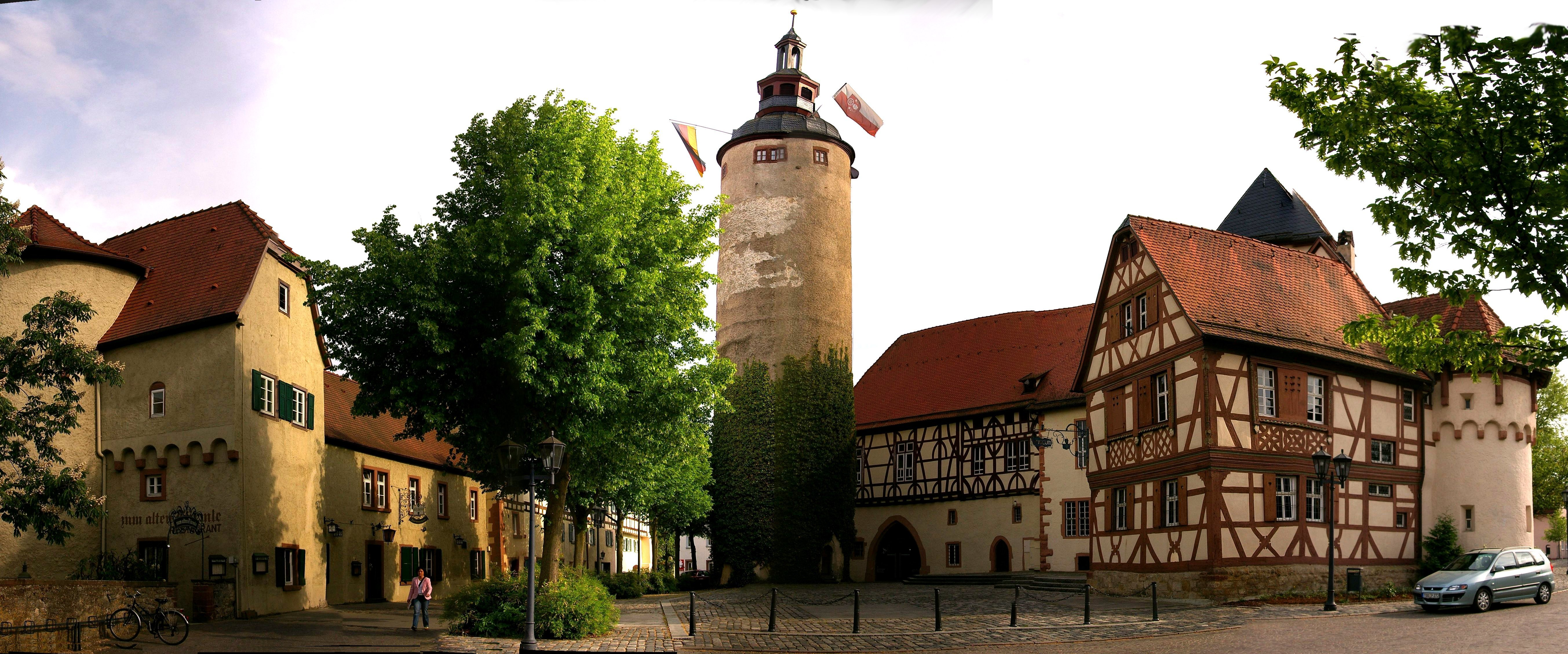
Kurmainzisches Schloss Tauberbischofsheim mit Türmersturm und Tauberfränkischem Landschaftsmuseum

  - Kurmainzisches Schloss mit Tauberfränkischem Landschaftsmuseum
  - Türmersturm, Hungerturm mit Resten der mittelalterlichen Stadtmauer
  - Neugotisches Rathaus
  - Stadtkirche St. Martin, Liobakirche, Bonifatiuskirche, Peterskapelle
  - Olympiastützpunkt Tauberbischofsheim beim Fecht-Club Tauberbischofsheim
  - Solarbeheiztes Frankenbad, sowie ein Hallenbad mit Sauna

- Gamburg
  - Burg Gamburg
  - Buschermuseum

- Bronnbach
  - Kloster Bronnbach

- Wertheim

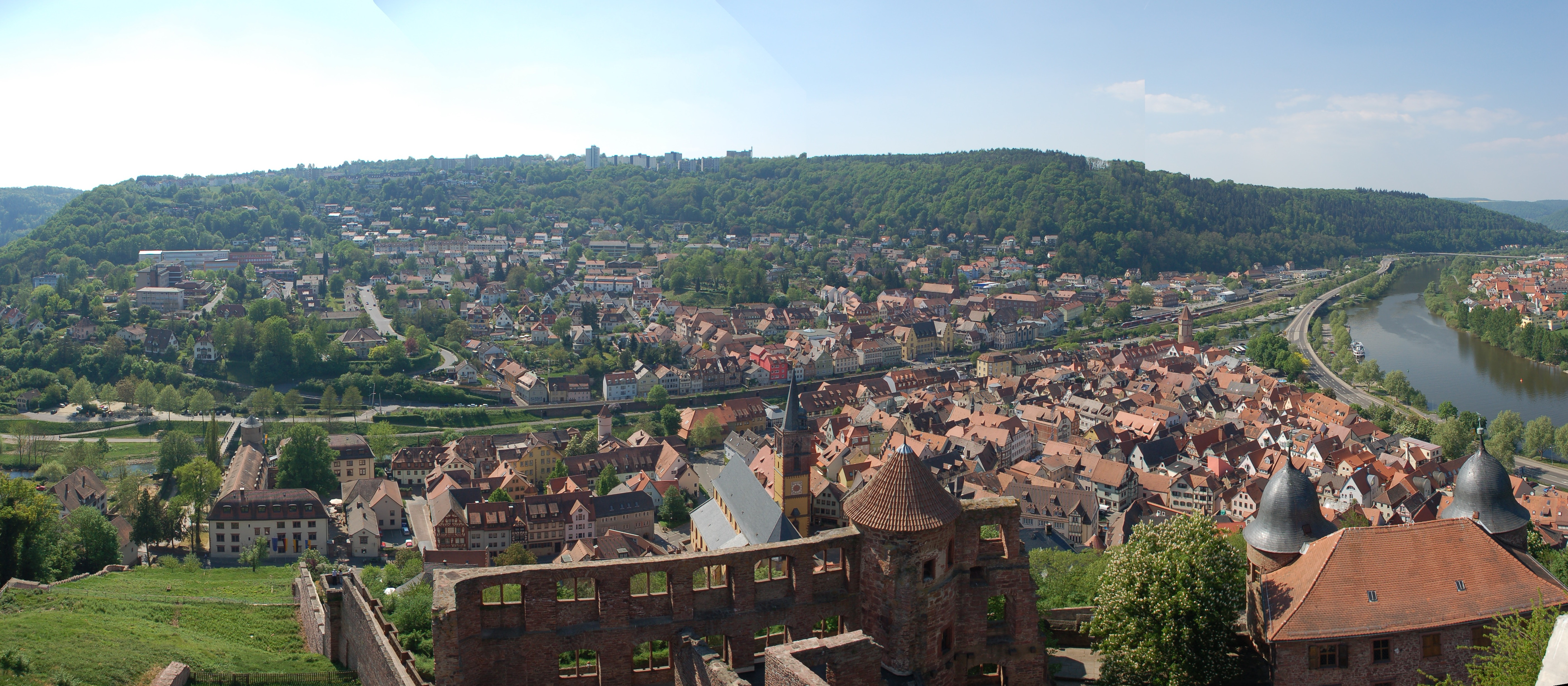
Blick von der Burg Wertheim auf die Altstadt

  - Historische Altstadt mit Stadtmauer und vielen Baudenkmälern
  - Burg Wertheim, eine der ältesten Burgruinen Baden-Württembergs
  - Glasmuseum und Grafschaftsmuseum mit Otto-Modersohn-Kabinett im alten Rathaus
  - Spitzer Turm, Engelsbrunnen, Kittsteintor
  - St.-Marien-Kirche, Evangelische Stiftskirche, Kilianskapelle
  - Schloss im Hofgarten

- Freudenberg
  - Freudenburg

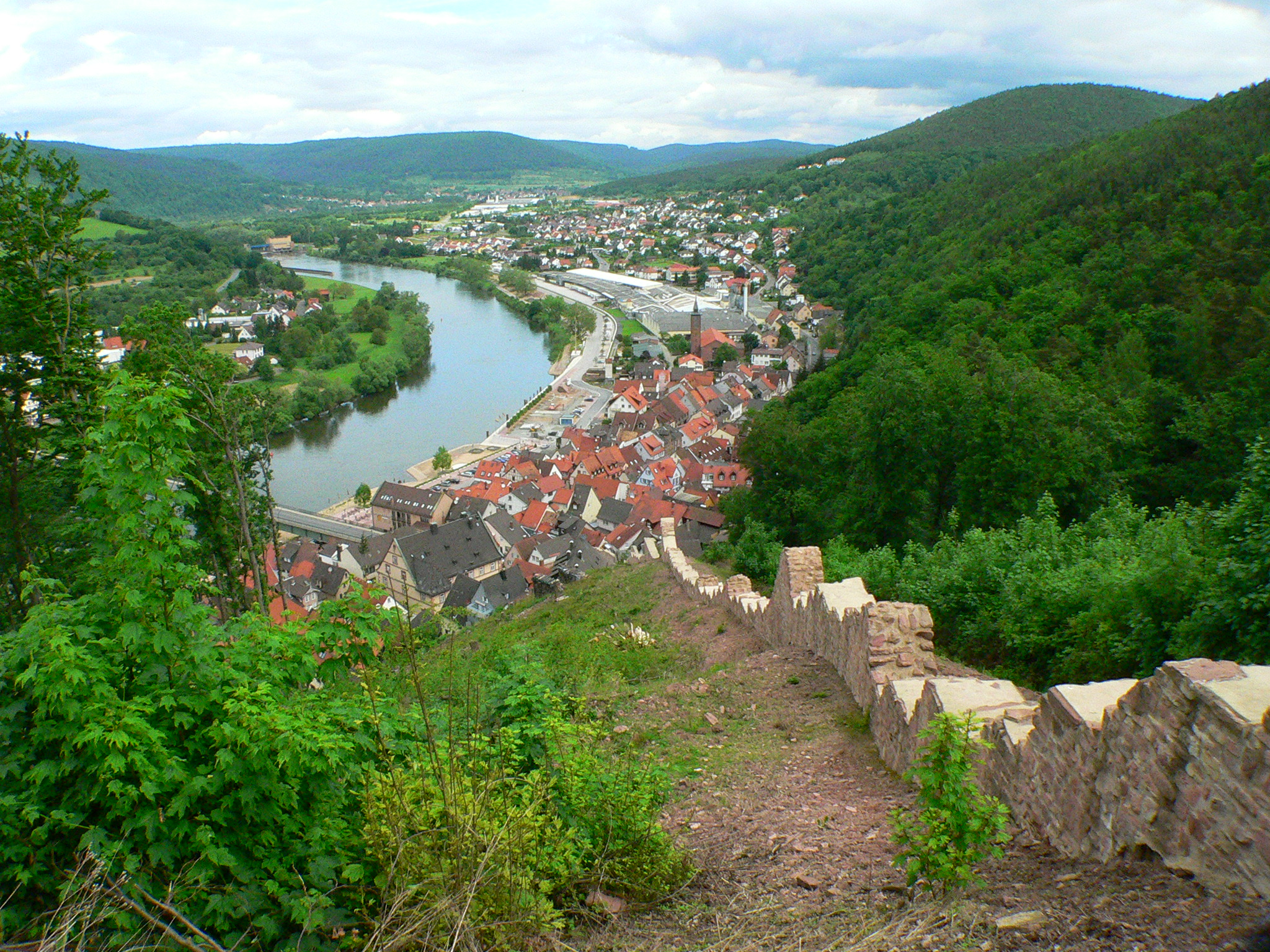
Stadtmauer und Altstadt von der Freudenburg aus gesehen

  - Historische Altstadt mir Fachwerkhäusern
  - St.-Laurentius-Kapelle, Rathaus

## Auszeichnungen
Der Panoramaweg ist seit 2012 als „Qualitätsweg Wanderbares Deutschland“ ausgezeichnet.